# 1029년

## 연호
- 흥료(興遼) 천경(天慶) 원년
- 북송(北宋) 천성(天聖) 7년
- 요(遼) 태평(太平) 9년
- 일본(日本) 조겐(長元) 2년
- 리 왕조(李朝) 티엔타인(天成) 2년

## 기년
- 북송(北宋) 인종(仁宗) 7년
- 요(遼) 성종(聖宗) 48년
- 고려(高麗) 현종(顯宗) 20년
- 리 왕조(李朝) 태종(太宗) 2년

## 사건
- 발해(渤海)의 황족(皇族)인 대연림(大延琳)이 발해의 부활과 거란에의 대적을 위해 흥료국을 개국하다.

## 사망
- 1월 20일(음력 1월 3일): 고려의 왕비 천추태후